# Torremolinos (Gerichtsbezirk)
Der Gerichtsbezirk Torremolinos ist einer der elf Gerichtsbezirke in der Provinz Málaga.
Der Bezirk umfasst 2 Gemeinden auf einer Fläche von 46,78 km² mit dem Hauptquartier in Torremolinos.

## Gemeinden
| Gemeinde                    | Einwohner (2024) | Fläche km² | Dichte Einw./km² | Cod INE | Postleitzahl        |
| --------------------------- | ---------------- | ---------- | ---------------- | ------- | ------------------- |
| Benalmádena                 | 77.654           | 26,88      | 2.889            | 29025   | 29630, 29631, 29639 |
| Torremolinos                | 70.933           | 19,90      | 3.564            | 29901   | 29620               |
| Gerichtsbezirk Torremolinos | 148.587          | 46,78      | 3.176            | –       | –                   |